# Durium semiglobularis
Durium semiglobularis är en insektsart som först beskrevs av Melichar 1906.  Durium semiglobularis ingår i släktet Durium och familjen Tropiduchidae. Inga underarter finns listade i Catalogue of Life.